# 有机溴化合物
有机溴化合物，又称有机溴化物（英語：Organobromine compound）是一系列含有碳-溴键的有机化合物。 最普遍的有机溴化合物是天然产生的溴甲烷。 
合成有机溴化合物的一项重要应用是使用多溴二苯醚作为阻燃剂，事实上，阻燃剂的生产是目前溴元素的主要工业用途。
在自然界中发现了多种次要的有机溴化合物，但在哺乳动物中，没有生物会合成或需要它们。有机溴化合物因其对环境的影响而受到越来越多的审查。

## 性质
大部分的有机溴化合物，就像大部分的有机卤化合物，是非极性的。溴的电负性比碳大 (2.9 vs 2.5)。因此，碳-溴键中的碳为亲电性的，即烷基溴为烷基化试剂。
碳–卤键的键解离能分别是115 （和氟键合）、83.7（和氯键合）、72.1（和溴键合）和 57.6 kcal/mol （和碘键合）。
有机溴化合物的反应性在有机氯化合物和有机碘化合物的反应性之间。在许多应用上，有机溴化合物代表了反应性和成本的折衷。有机溴化合物的主要反应包括脱卤反应、格氏反应、武兹反应和亲核取代反应。

## 制备方法

### Br2法
在没有催化剂的情况下，烯烃加溴会产生邻位二溴化物：
RCH=CH2  +  Br2   →   RCHBrCH2Br
芳香族化合物经过溴化反应，会释放出溴化氢。如果要溴化苯环，需要使用如AlBr3或FeBr3之类的路易斯酸催化剂。氯化物催化剂 (FeCl3， AlCl3) 也可以使用于反应，不过因为一氯化溴(BrCl) 可以产生，产率会降低。 反应的细节按照亲电芳香取代反应的通常模式进行反应：
RC6H5  +  Br2   →   RC6H4Br  +  HBr
该反应的主要应用是把双酚A溴化成四溴双酚A。
溴的自由基取代反应通常用于制备有机溴化合物。含羰基、苄基、烯丙基的物质特别容易发生该反应。例如，在三溴化磷催化剂的存在下，直接由乙酸和溴产生具有商业意义的溴乙酸：
CH3CO2H  +  Br2   →   BrCH2CO2H  +  HBr
溴也可以把氟仿溴化成三氟溴甲烷。

### HBr法
溴化氢可以和烯烃发生加成反应，遵守马氏规则：
RCH=CH2  + HBr   →   RCHBrCH3
在自由基的存在下，溴化氢加成反应不符合马氏规则（即符合反马规则）。自由基加成在商业上用于合成1-溴代烷烃，它是叔胺和季铵盐的前体。2-苄乙基溴 (C6H5CH2CH2Br) 是以这个反应制备而成的，原材料为苯乙烯。
溴化氢可以把醇转变成溴代烃。该反应必须在低温条件下进行，用于烯丙基溴的工业合成：
HOCH2CH=CH2  + HBr   →   BrCH2CH=CH2  +  H2O
溴甲烷，一种熏蒸剂，可由甲醇和溴化氢化合生成。

### 溴化物法
溴化钠，或其它溴化物提供的溴离子，在通过置换形成有机溴化合物中起到亲核试剂的作用。 
这种用溴化物在有机化合物上加入溴原子的一个例子是在酮上使用溴化铜： 
R-CO-CH2-R' + CuBr2 → R-CO-CHBr-R' + CuBr

## 应用

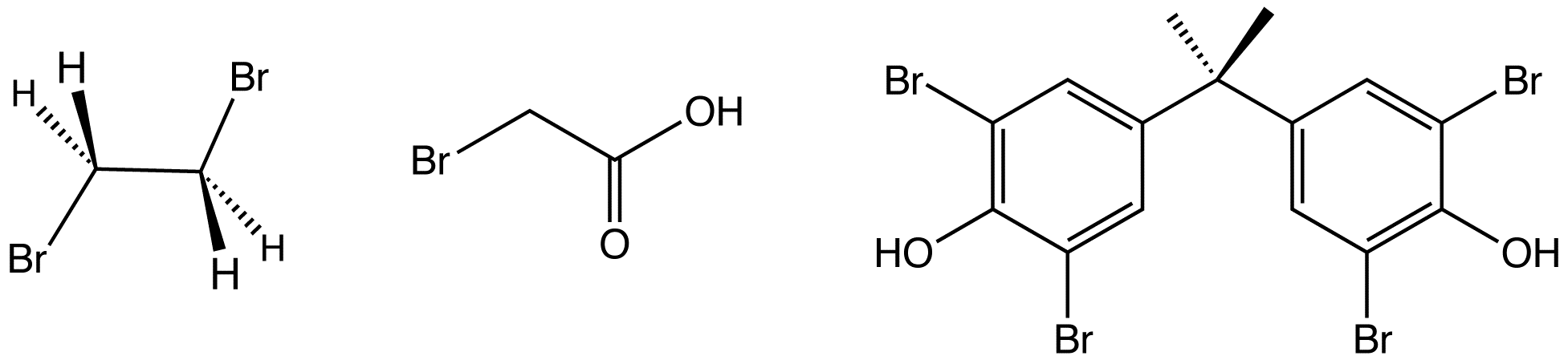
三个工业上很重要的有机溴化合物的结构。 从左到右分别是1,2-二溴乙烷，溴乙酸和四溴双酚A。

### 阻燃剂
有机溴化合物广泛应用于阻燃剂。 在阻燃剂中，最著名的成员是 四溴双酚A (4,4'-(1-methylethylidene)bis-(2,6-di-bromophenol)，见图)。 它和四溴邻苯二甲酸酐是聚合物的前体，其中它们的主链具有共价碳-溴键。 其他阻燃剂，例如六溴环十二烷和溴代二苯醚，是添加剂，不会化学附着在所保护的材料上。 有机溴阻燃剂的使用正在增长，但也有争议，因为它们是持久性污染物。

### 熏蒸剂和杀菌剂
1,2-二溴乙烷是通过溴和乙烯的加成来制备的卤代烃，它曾经作为含铅汽油的成分，具有历史意义。它也是农业上流行的熏蒸剂，取代了1,2-二溴-3-氯丙烷（DBCP）。受环境和健康方面考虑的影响，这两种应用都在减少。溴甲烷是一种高效的熏蒸剂，不过它的生产和使用受到了蒙特利尔议定书的控制。用于水处理的有机溴杀生物剂的使用量正在增长。 代表性的物质包括溴仿和二溴二甲基乙内酰脲（DBDMH）。一些除草剂，例如溴苯腈，也含有溴原子。 像其他含有卤素原子的农药一样，溴苯腈在缺氧条件下，会进行还原脱卤，并且可以通过最初分离出的具有还原性脱氯酚化合物能力的生物进行脱溴。 

### 染料
很多染料里存在碳-溴键。天然存在的骨螺紫 (6,6'-二溴靛蓝) 在19世纪末期的合成染料工业发展之前，它是一种有价值的染料。商业上使用了几种溴化的蒽醌衍生物作为染料。溴百里酚蓝是分析化学中广泛使用的指示剂。

### 药学
市售的有机溴药物包括可以使血管扩张的药尼麦角林，镇静剂溴替唑仑，抗癌药双溴丙基哌嗪和防腐剂红汞。与有机氟化合物的情况相反，有机溴化合物几乎没有药学上的用处。 几种药物以溴化物（或等同物，氢溴酸盐）盐的形式生产，但在这种情况下，溴化物可作为无生物学意义的无害抗衡离子使用。 

## 天然存在
有机溴化合物是自然界中存在最多的有机卤素化合物。虽然在海洋中，溴离子的含量只有氯离子的0.3% ，但有机溴化合物在海洋生物中比有机氯化合物更普遍。它们的丰度反映出溴化物易于氧化成强电亲体Br+。钒溴过氧化物酶是溴过氧化物酶的较大家族之一，在海洋环境中催化该反应。  据估计，每年海洋将释放1-2百万吨溴仿和56,000吨溴甲烷。 红藻，例如可食用的紫杉狀海門冬（Asparagopsis taxiformis）在夏威夷可以以"limu kohu"的形式吃掉，会在“囊泡细胞”中浓缩有机溴和有机碘化合物。通过在真空中干燥海藻并使用干冰冷凝制备的Asparagopsis的挥发油的95％是有机卤素化合物，其中溴仿占80％的重量。  溴仿，可以由一些藻类产生，是一种已知的毒素，尽管食用藻类中存在的少量溴仿不足以对人体造成危害。 
这些有机溴化合物中的某些以打“化学战”的形式使用。 在哺乳动物中，嗜酸性粒细胞过氧化物酶对于防御多细胞寄生虫很重要，因为它优先使用的阴离子是溴离子而不是氯离子。 在人类白细胞中已鉴定出5-溴尿嘧啶和3-溴酪氨酸是髓过氧化物酶诱导的入侵病原体卤化产物。 

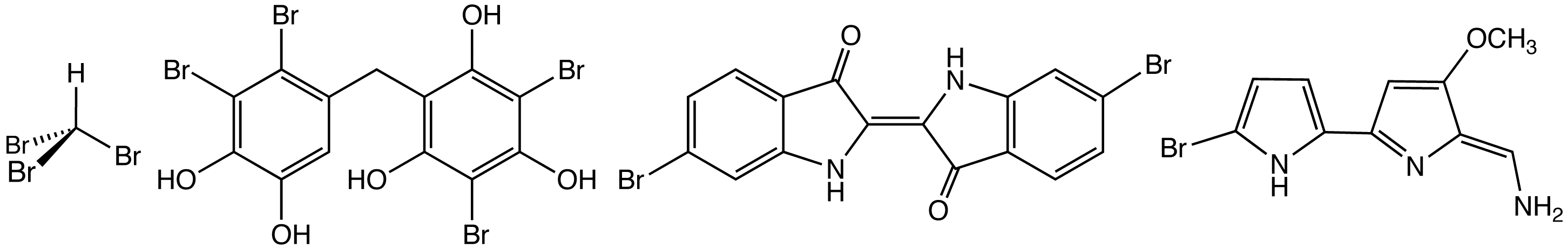
一些天然存在的有机溴化合物的结构。 从左到右分别是溴仿、一种溴化了的双酚、二溴靛蓝 (骨螺紫)和tambjamine。

除了本来就存在于自然界的有机溴化合物外，阻燃剂的生物降解还会产生多种有机溴化合物。代谢物包括甲氧基化和羟基化的芳基溴化物以及溴化的二恶英衍生物。 此类化合物被认为是持久性有机污染物，并已在哺乳动物中发现。

## 安全性
烷基溴化合物通常是烷基化剂，而溴化的芳香族衍生物被认为是激素破坏剂。 在大量生产的化合物中，最受关注的是二溴乙烷，因为它既具有高毒性又具有高度致癌性。